# Bromus diandrus
Espèce

Bromus diandrus, le brome à deux étamines, est une espèce de plantes monocotylédones de la famille des Poaceae, originaire du bassin méditerranéen.
C'est une plante herbacée annuelle, qui se rencontre le long des routes, dans les terrains vagues, les jachères et les champs cultivés. Présente en Europe méridionale, en Afrique du Nord et au Proche-Orient, elle s'est naturalisée en Afrique australe, en Amérique du Nord et en Australasie.
C'est une mauvaise herbe des cultures de céréales, dont on a signalé des populations résistantes à trois classes d'herbicides en Australie.

## Taxinomie

### Synonymes
Selon Catalogue of Life (21 février 2016) :
- Anisantha diandra (Roth) Tutin ex Tzvelev
- Anisantha gussonei (Parl.) Nevski
- Anisantha macranthera (Hack. ex Trab.) P.
- Bromus boraei Jord.
- Bromus diandrus f. boraei (Jord.) Soó, no basionym ref.
- Bromus diandrus f. glaber (Willk.)
- Bromus diandrus var. macrantherus (Hack. ex Trab.) Alcaraz, Garre & Sánchez- Alcaraz, Garre & Sánchez-Gómez
- Bromus diandrus f. pilosus (F.Dietr.)
- Bromus diandrus f. propendens
- Bromus gussonei Parl.
- Bromus gussonei var. boraei (Jord.) Fouill.
- Bromus gussonei var. propendens (Jord.) Fouill.
- Bromus macrantherus (Hack. ex Trab.) Henriq.
- Bromus maximus var. glaber Willk.
- Bromus maximus subsp. gussonei (Parl.) Douin
- Bromus maximus var. gussonei (Parl.) Parl.
- Bromus maximus var. macrantherus (Hack. ex Trab.) Hack
- Bromus maximus subsp. macrantherus Hack. ex Trab
- Bromus maximus subsp. pilosus (F.Dietr.) K.Richt
- Bromus murorum Bernh. ex Roem. & Schult., pro syn
- Bromus pallens Cav.
- Bromus pilosus F.Dietr.
- Bromus propendens Jord., nom. superfl.
- Bromus rigens var. gussonei (Parl.) T.Durand & Schinz
- Bromus rigens subsp. macrantherus (Hack. ex Trab.) A.Fern., J.G.García & R.Fern.
- Bromus rigidus var. gussonei (Parl.) Coss. & Durieu
- Bromus rigidus subsp. gussonei (Parl.)
- Bromus rigidus var. macrantherus (Hack. ex Trab.) Maire & Weiller ex Laínz
- Bromus rigidus f. propendens (Jord.) Maire &
- Bromus villosus var. gussonei (Parl.) Asch. & Graebn
- Bromus villosus subsp. gussonei (Parl.) Holmb
- Zerna gussonei (Parl.) Grossh.

### Liste des sous-espèces et variétés
Selon Tropicos (21 février 2016) (Attention liste brute contenant possiblement des synonymes) :
- sous-espèce Bromus diandrus subsp. maximus (Desf.) Soó
- sous-espèce Bromus diandrus subsp. rigidus (Roth) Laínz
- variété Bromus diandrus var. diandrus
- variété Bromus diandrus var. macrantherus (Hack.) Alcaraz, Garre & Sánchez-Gómez
- variété Bromus diandrus var. rigidus (Roth) F. Sales